# Liolaemus normae
Liolaemus normae — вид ігуаноподібних ящірок родини Liolaemidae. Ендемік Чилі. Описаний у 2019 році.

## Поширення і екологія
Liolaemus normae відомі з типової місцевості, розташованої поблизу озера Лагуна-де-лос-Крісталес в регіоні О'Хіггінс, на висоті 2372 м над рівнем моря.